# Adolf Wiklund
Adolf Jakob Wiklund (19. prosince 1921 Bodum – 21. září 1994 Frösön) byl švédský biatlonista a vůbec první mistr světa v tomto sportu, když na premiérovém Mistrovství světa v biatlonu v roce 1958 ovládl vytrvalostní závod a mužskou štafetu.